# Cuju

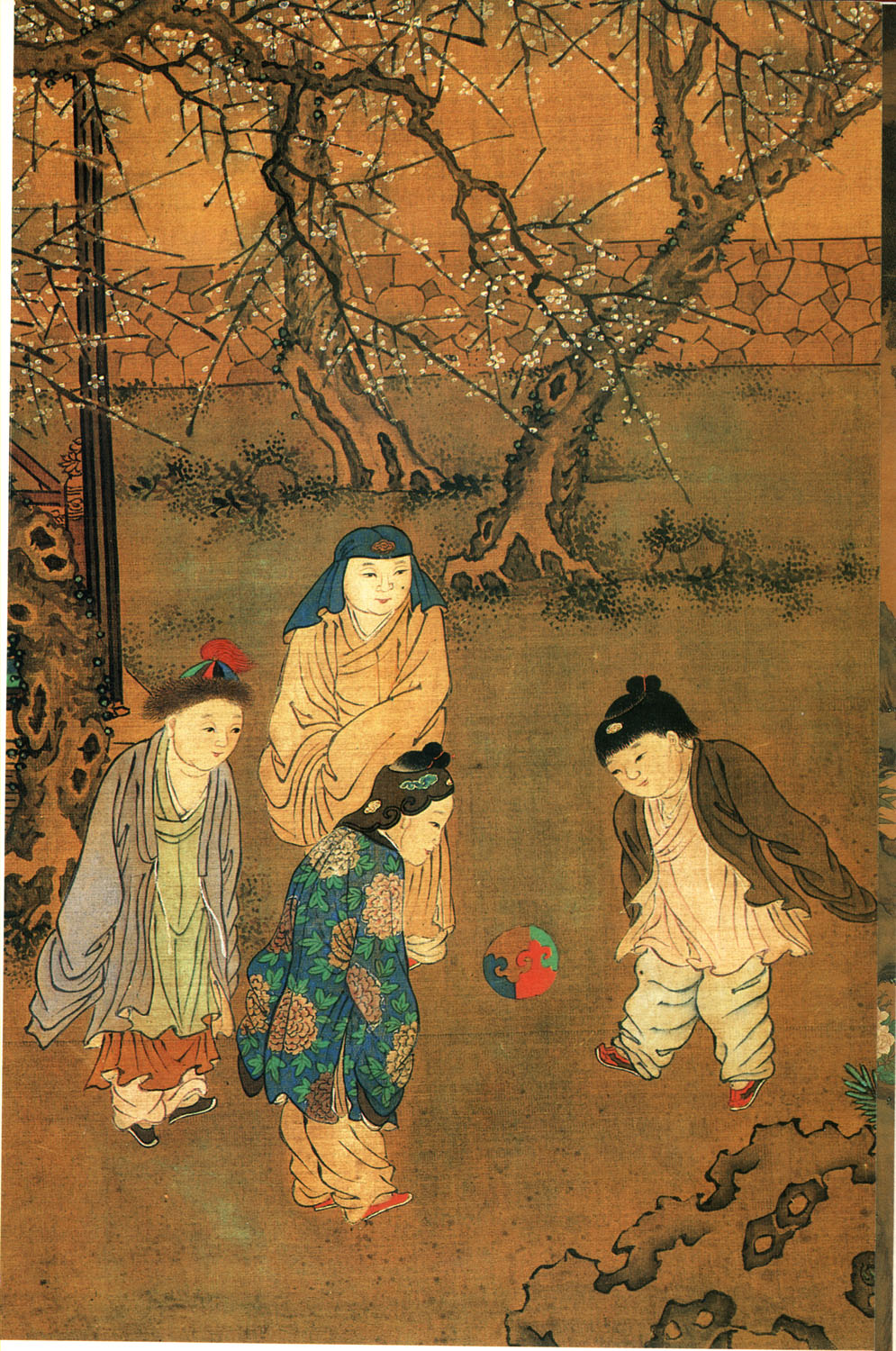
Copii chinezi jucând cuju, pictură de artistul chinez Su Hanchen

Cuju (蹴鞠) este un vechi joc de minge chinezesc. FIFA menționează că Cuju este unul dintre primele jocuri competitive cu minge care folosește picioarele, dar nu a influențat niciun joc modern cu mingea. Este un joc competitiv în care ambele echipe încearcă să împingă o minge printr-o deschidere într-un inel central, fără a folosi mâinile, asigurându-se că mingea nu atinge solul. Acesta este similar cu modul în care se joacă hackey-sack astăzi și sportul seamănă cu o combinație de baschet, fotbal și volei. Descrierile jocului datează din dinastia Han, fiind menționat într-o lucrare militară chineză din secolul al III-lea î.Hr. – al II-lea î.Hr. ca fiind un exercițiu. Cuju a fost jucat și în alte țări asiatice precum Coreea, Japonia și Vietnam.

## Istoria
Prima mențiune a cuju într-un text istoric este în Zhan Guo Ce, în secțiunea care descrie statul Qi, din era Războiului Statelor. Este descrisă și în "Recordurile Marelor Istorie" lui Sima Qian (în biografia lui Su Qin), scrisă în timpul dinastiei Han. O formă competitivă a cuju a fost utilizată ca antrenament pentru cavalieri militari, în timp ce alte forme au fost jucate pentru divertisment în orașele bogate ca Linzi.
În timpul dinastiei Han (206 î.Hr. - 220 d.Hr.), popularitatea cuju s-a răspândit de la armată la curțile regale și clasele superioare. Se spune că împăratului Han Wu Di i-a plăcut sportul. În același timp, jocurile de cuju au fost standardizate și au fost stabilite regulile. Meciurile de cuju au fost adesea organizate în interiorul palatului imperial. Un tip de curte numit ju chang (鞠場) a fost construit special pentru meciurile de cuju, care avea șase posturi de gol în formă de lună la fiecare capăt.
Sportul a cunoscut o serie de ameliorări în timpul dinastiei Tang (618–907). În primul rând, mingea umplută cu pene a fost înlocuită de o minge umplută cu aer, având un înveliș dublu. De asemenea, au apărut două tipuri diferite de porți: una era formată din stâlpi cu o plasă între ei, iar cealaltă consta dintr-un singur stâlp amplasat în mijlocul terenului. Capitala dinastiei Tang, Chang'an, era plină de terenuri de cuju, acestea regăsindu-se atât în curțile marilor reședințe, cât și în interiorul palatelor. Soldații din armata imperială formau adesea echipe de cuju pentru a distra împăratul și curtea sa. Nivelul echipelor feminine de cuju s-a îmbunătățit considerabil. Acest sport a devenit popular chiar și printre erudiți și intelectuali, iar dacă un curtean nu era îndemânatic la joc, se putea scuza oferindu-se să țină scorul. 
Cuju a înflorit cu adevărat în timpul dinastiei Song (960–1279) datorită dezvoltării social-economice, popularitatea sa extinzându-se la toate clasele societății. În acea perioadă, jucătorii profesioniști de cuju erau foarte apreciați, iar sportul a început să capete o dimensiune comercială. Jucătorii profesioniști de cuju erau împărțiți în două grupuri: unii erau antrenați de curtea regală pentru a evolua în fața acesteia (oglinzile de bronz și vasele de pensule descoperite din perioada Song adesea înfățișează spectacole profesionale), iar ceilalți erau civili care își câștigau existența jucând cuju. În această eră, se folosea doar un singur stâlp de poartă, așezat în centrul terenului. 
Cuju a influențat dezvoltarea sportului kemari în Japonia (蹴鞠), care este încă practicat și astăzi cu ocazii speciale. 
Cuju a intrat în declin în timpul dinastiei Ming (1368–1644) din cauza neglijării, iar acest sport vechi de 2.000 de ani a dispărut treptat.

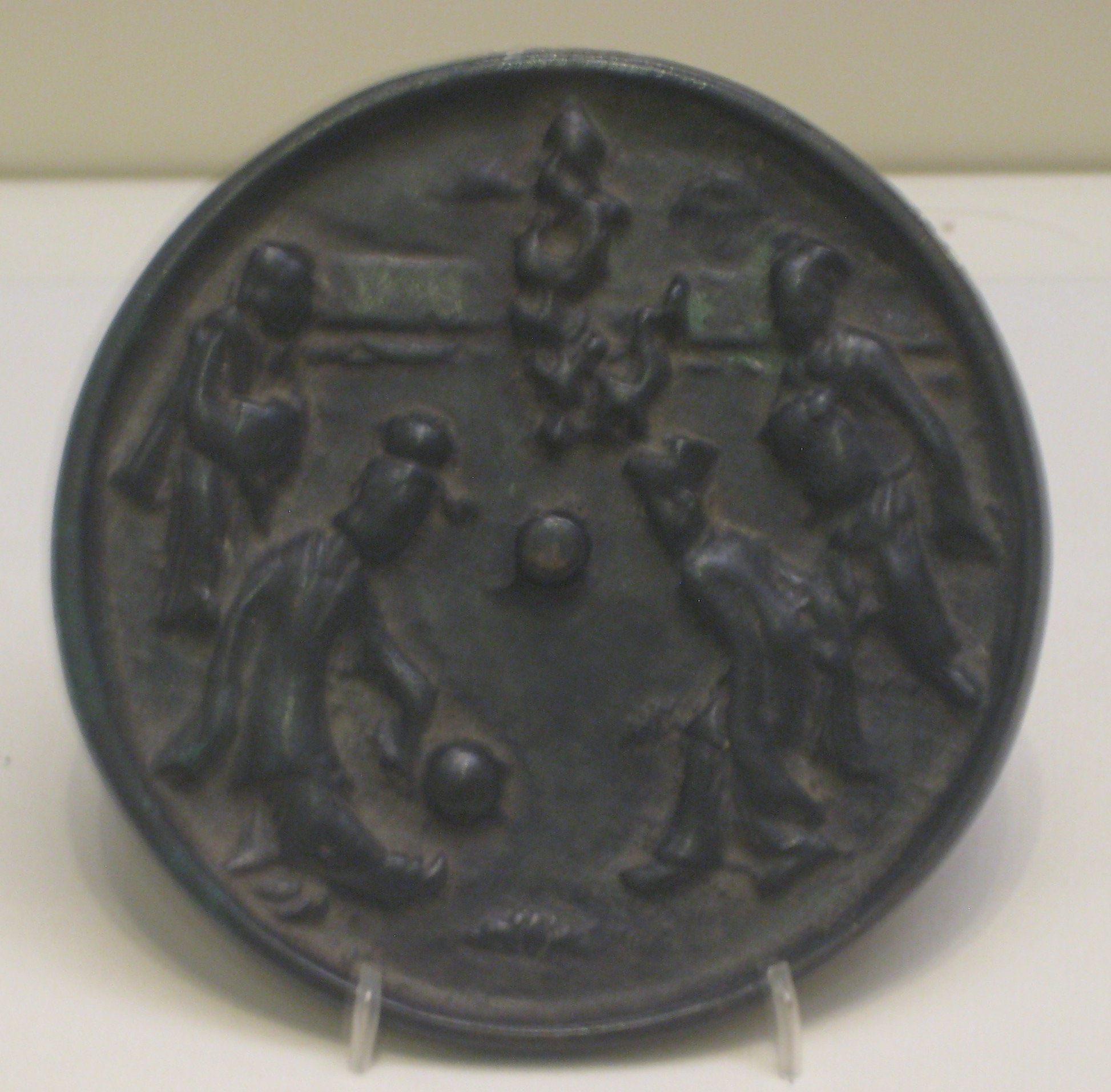
Oglindă din bronz din  perioada dinastiei Song
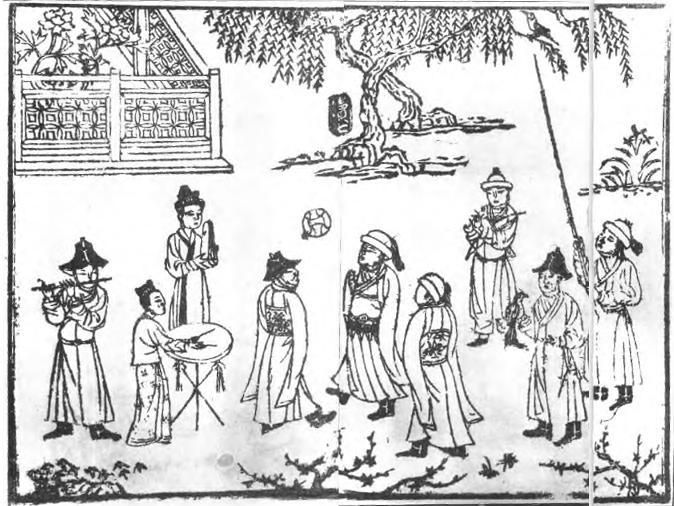
Ilustrație din dinastia Yuan
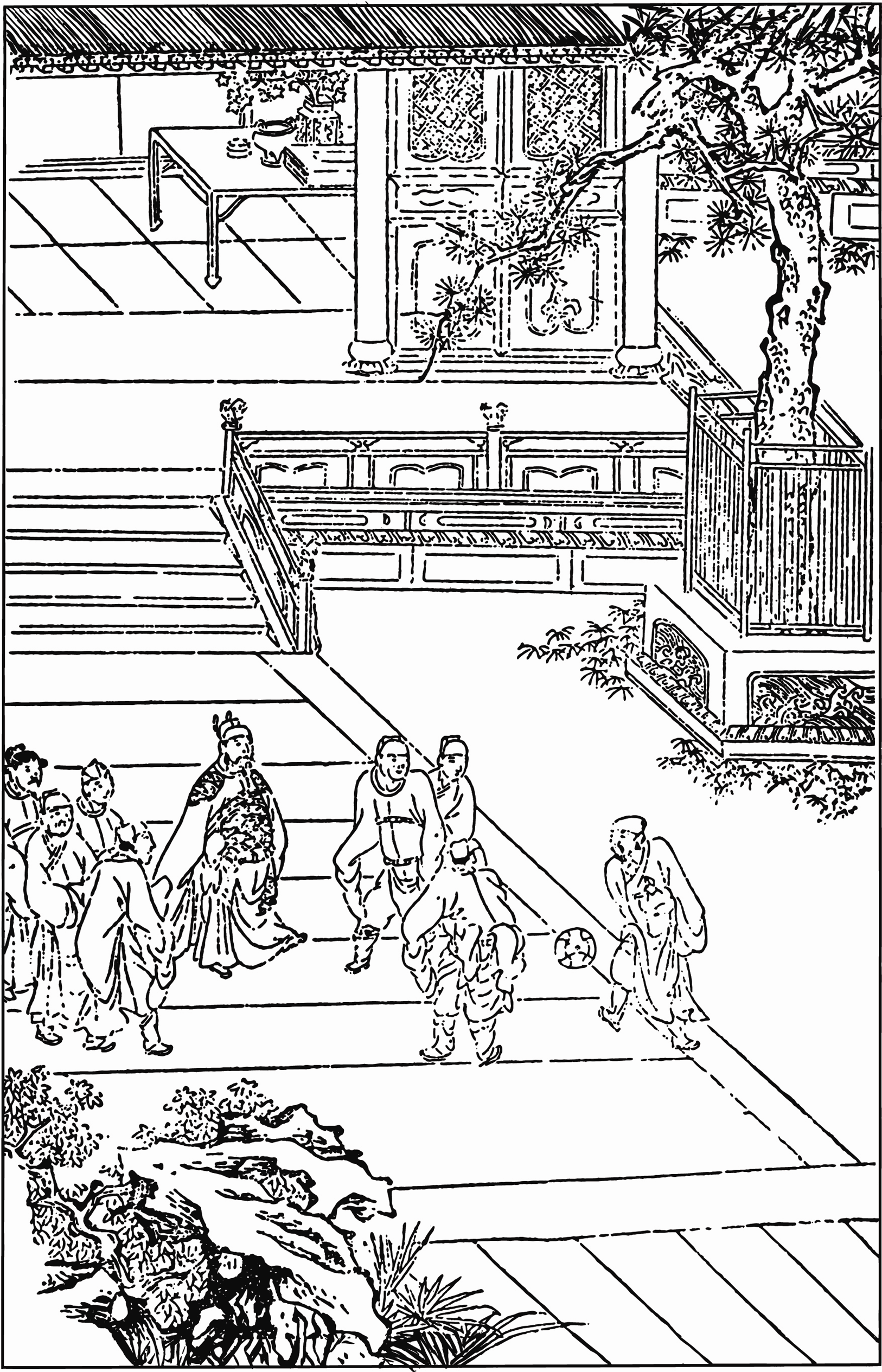
Pictură din secolul al XV-lea din dinastia Ming a cuju
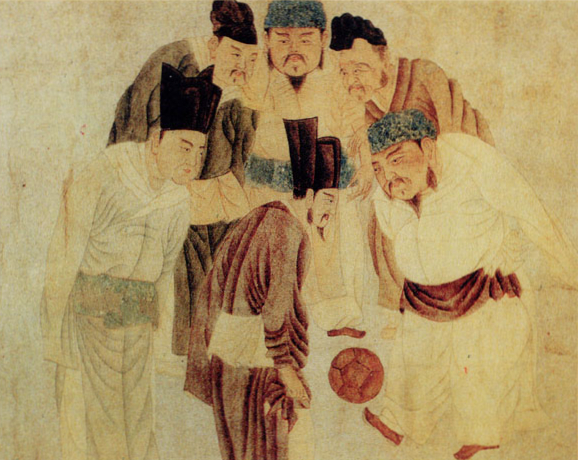
Împăratul Taizu jucând cuju cu primul ministru Zhao Pu, după pictorul din epoca Yuan Qian Xuan (1235-1305)
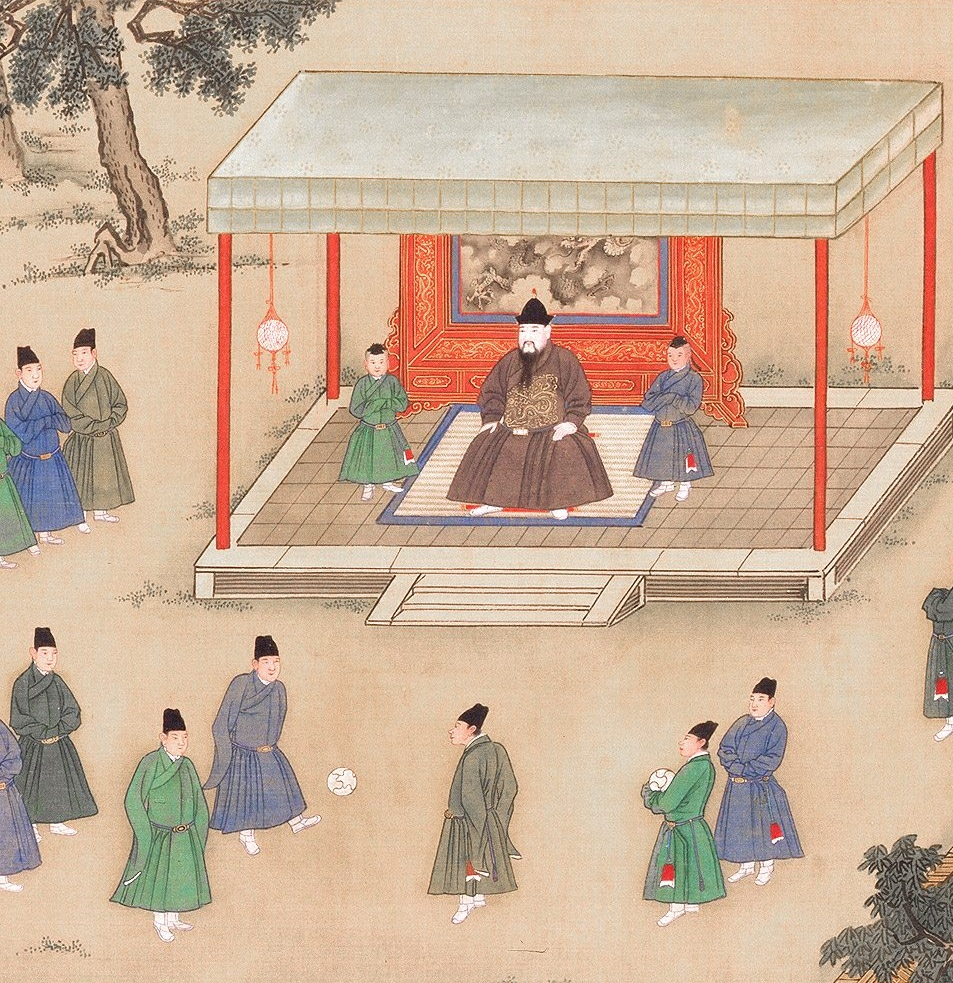
Imperatorul Xuande (r. 1425-1435 d.Hr.) al dinastiei Ming urmărind eunucii de la curte jucând cuju
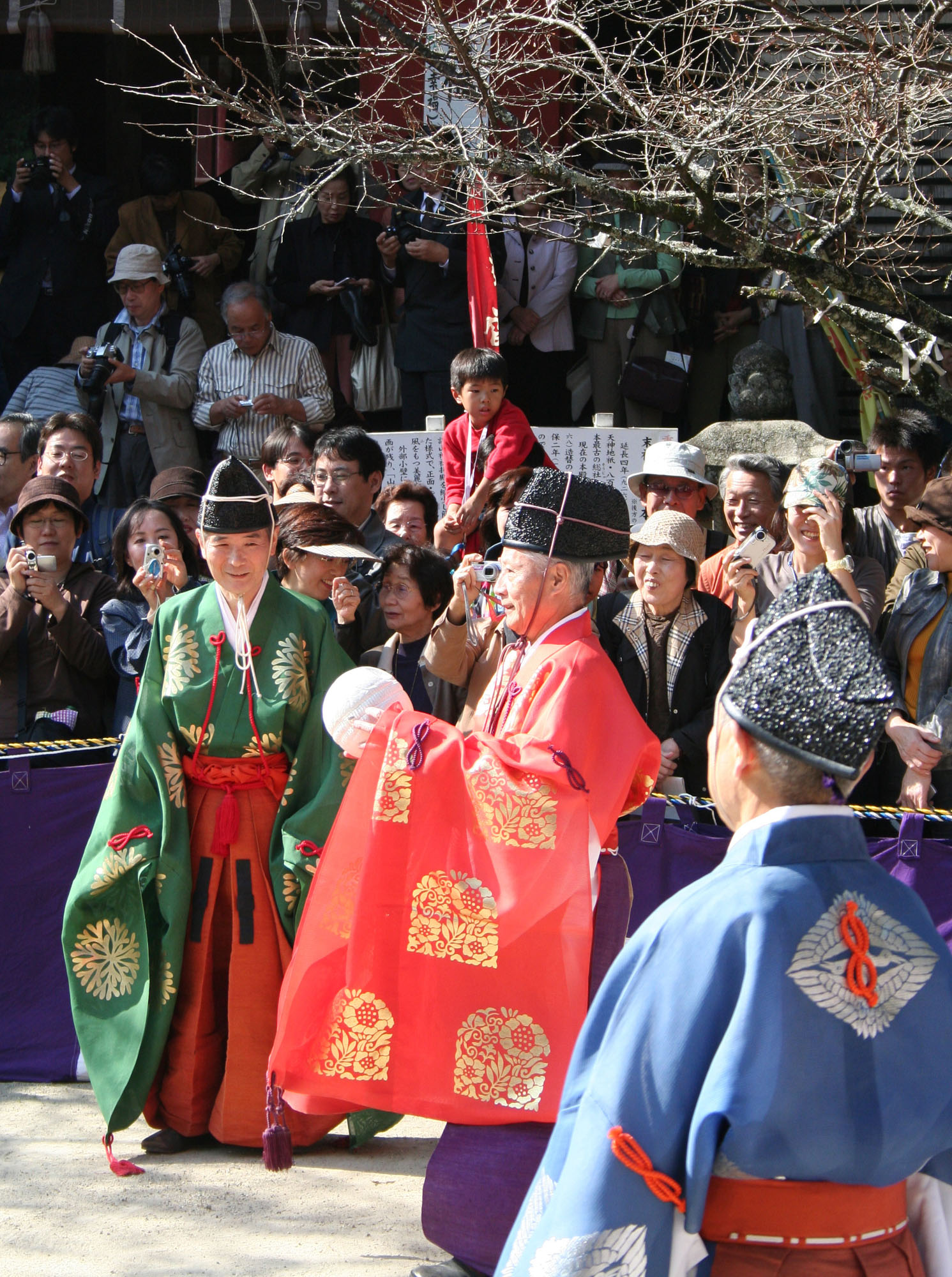
Festivalul Kemari de la Sanctuarul Tanzan, orașul Nara, Prefectura Nara, Japonia, fotografiat în 2006
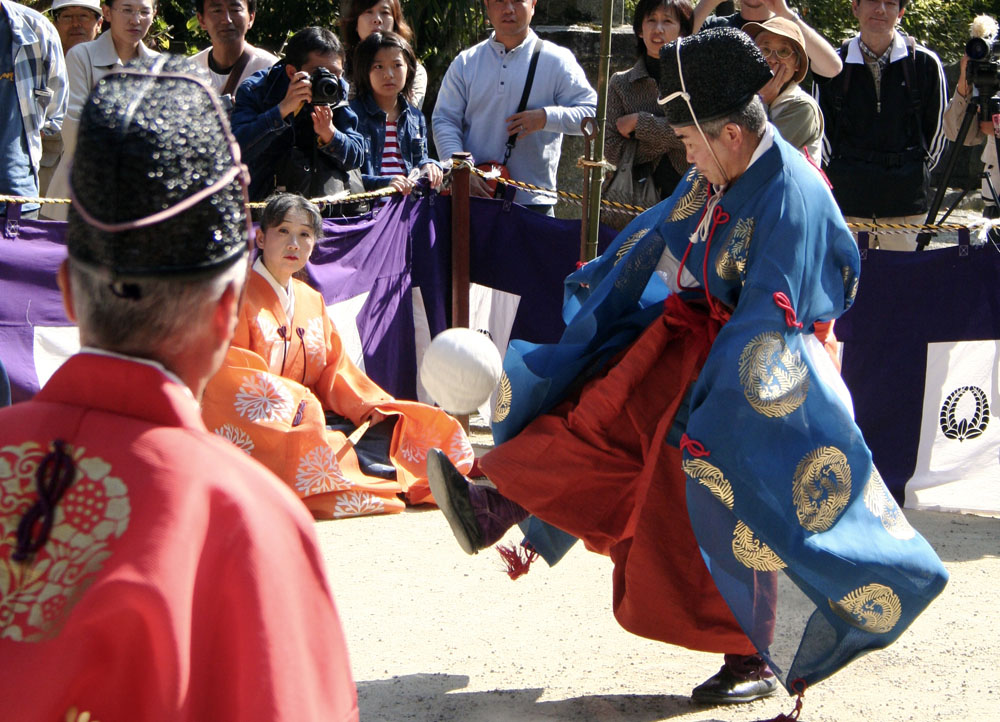
Jocul Kemari

## Modul de joc
Istoric, au existat două stiluri principale de cuju: zhuqiu (蹴鞠) și baida (白打).
Zhuqiu era practicat, în mod uzual, la ospețiile care celebrau ziua de naștere a împăratului sau în timpul evenimentelor diplomatice. O partidă competitivă de cuju de acest tip consta, în mod normal, din două echipe cu câte 12-16 jucători fiecare.
Baida a devenit predominant în timpul dinastiei Song, punând accent pe dezvoltarea abilităților individuale. Marcarea golurilor a devenit desuetă când se folosea această metodă, terenul de joc fiind delimitat de fire de ață, iar jucătorii lovind pe rând mingea în aceste limite prestabilite. Câștigătorul era desemnat în funcție de numărul de greșeli comise de jucători. De exemplu, dacă mingea nu era pasată suficient de departe pentru a ajunge la coechipieri, se scădeau puncte. Dacă mingea era lovită prea departe, depășind limitele terenului, se aplica o penalizare majoră. Lovirea mingii prea jos sau întoarcerea în momentul nepotrivit duceau, de asemenea, la pierderea punctelor. Jucătorii puteau atinge mingea altor participanți cu orice parte a corpului, cu excepția mâinilor, iar numărul de jucători varia de la doi la zece. În final, jucătorul cu cel mai mare scor era declarat câștigător.

## Cluburi de Cuju
Conform lucrării „Dongjing Meng Hua Lu”, în secolul al X-lea a luat ființă o ligă de cuju, Qi Yun She (齊雲社), în marile orașe chinezești. Membrii locali erau fie iubitori ai acestui sport, fie jucători profesioniști. Cei care nu erau profesioniști trebuiau să angajeze în mod oficial un profesionist ca profesor și să plătească o taxă înainte de a deveni membri. Acest proces asigura un venit pentru profesioniști, spre deosebire de cuju din dinastia Tang. Qi Yun She organiza anual campionate naționale cunoscute sub numele de Shan Yue Zheng Sai (山岳正賽).

## Reînvierea cuju-ului
În 2010, orașul Linzi a organizat un meci de cuju pentru străini și localnici, în costume de epocă. Jucătorul brazilian Kaká a jucat cuju în timpul turneului său în China.